# Elias John Kwandikwa
Elias John Kwandikwa (región de Shinyanga, 1 de julio de 1966 – Dar es Salaam, 2 de agosto de 2021) fue un político tanzano del Partido de la Revolución (en suajili: Chama Cha Mapinduzi, CCM) y miembro del Parlamento de Tanzania por el distrito electoral de Ushetu desde 2015, así mismo, fue viceministro de Obras, Transporte y Comunicaciones, hasta el 9 de octubre de 2017, posteriormente se desempeñó como Ministro de Defensa y Servicio Nacional desde el 9 de diciembre de 2020 hasta su muerte el 2 de agosto de 2021.

## Biografía

### Infancia y educación
Nació el 1 de julio de 1966, en la región de Shinyanga de Tanzania. Asistió a la Escuela Primaria Kisuke, desde 1977 hasta 1983. Luego se trasladó a la Escuela Secundaria Mwenge para realizar sus estudios de secundaria, donde permaneció desde 1984 hasta 1987. Posteriormente, completó su educación secundaria en la Escuela Secundaria Shinyanga, desde 1988 hasta 1990.
Estudió en el Instituto de Gestión Financiera desde 1997 hasta 1999, graduándose con un Diploma Avanzado en Contabilidad. En 2004, la Junta Nacional de Contadores y Auditores (National Board of Accountants and Auditors; NBAA), le otorgó un certificado como Contador Público Certificado (Certified Public Accountant; CPA). Luego obtuvo una Maestría en Administración de Empresas, del Instituto de Administración de África Oriental y Meridional (Eastern and Southern African Management Institute; EASAMI), en 2015.

### Carrera profesional
Toda su carrera profesional la ha desarrollado en la Oficina de la Contraloría y Auditoría General. Comenzó como Clerk Examiner Grade II, en 1990, sirviendo en esa capacidad hasta 1995. Fue ascendido a Clerk Examiner Grade I en 1995, sirviendo en esa capacidad hasta 1997. Desde 1997 hasta 1999, se desempeñó como Account Examiner Grade III.
Desde 1999 hasta 2000, fue Auditor Residente Asistente para la región de Pwani. Se tomó un tiempo libre para estudiar para sus exámenes de Certified Public Accountant (CPA). Cuando regresó en 2005, fue nombrado Auditor Residente Adjunto de la Autoridad de Ingresos de Tanzania, y se desempeñó en este puesto duranter menos de un año. Posteriormente, en 2005, fue nombrado Jefe de Contabilidad en la Contraloría y Auditoría General, cargo que ocupó hasta 2015.

### Carrera política
Elias Kwandikwa fue un miembro activo del gobernante Chama Cha Mapinduzi desde 1991, cuando se desempeñó como miembro del comité central del partido. Ha ocupado diversos cargos en el Ala Juvenil del partido, a nivel local, regional y nacional a lo largo de los años. En 2015, compitió por el escaño parlamentario del distrito electoral de Ushetu. Ganó y fue el titular. El 9 de octubre de 2017, juró su nuevo cargo ante el presidente John Magufuli como Viceministro de Obras, Transportes y Comunicaciones. En 2020, en el segundo gabinete de Magufuli, Kwandikwa fue nombrado Ministerio de Defensa y Servicio Nacional después de que Hussein Mwinyi fuera elegido presidente de Zanzíbar. Ocupó este puesto hasta su muerte.
Elias Kwandikwa falleció en el Hospital Nacional Muhimbili en Dar es Salaam el 2 de agosto de 2021 a la edad de 55 años.